# بخش چستر (شهرستان مورو، اوهایو)
بخش چستر (به انگلیسی: Chester Township) یک منطقهٔ مسکونی در ایالات متحده آمریکا است که در شهرستان مورو، اوهایو واقع شده‌است.
 بخش چستر ۶۸٫۵ کیلومتر مربع مساحت و ۱٬۸۷۲ نفر جمعیت دارد و ۳۴۲ متر بالاتر از سطح دریا واقع شده‌است.